# TOGAF

Estructura del método de desarrollo de arquitectura TOGAF (ADM).[1

The Open Group Architecture Framework (TOGAF) (o Esquema de Arquitectura del Open Group, en español) es un esquema (o marco de trabajo) de arquitectura empresarial que proporciona un enfoque para el diseño, planificación, implementación y gobierno de una arquitectura empresarial de información. Esta arquitectura está modelada, por lo general, en cuatro niveles o dimensiones: Negocios, Tecnología (TI), Datos y Aplicaciones. Cuenta con un conjunto de arquitecturas base que buscan facilitarle al equipo de arquitectos cómo definir el estado actual y futuro de la arquitectura.

## Definición de Arquitectura y de Esquema de Arquitectura
La definición de arquitectura de sistemas basados en software dada por el estándar ISO/IEC/IEEE 42010 se puede resumir como: "la organización fundamental de un sistema, representada por sus componentes, sus relaciones entre ellos y con su entorno, y los principios que gobiernan su diseño y evolución."
No obstante, TOGAF tiene una definición propia de lo que es una arquitectura, que en resumen es "una descripción formal de un sistema, o un plan detallado del sistema a nivel de sus componentes que guía su implementación", o "la estructura de componentes, sus interrelaciones, y los principios y guías que gobiernan su diseño y evolución a lo largo del tiempo."
Un esquema de arquitectura es un conjunto de herramientas que puede ser utilizado para desarrollar un amplio espectro de diversas arquitecturas. Este esquema debe:
- Describir una metodología para la definición de un sistema de información en términos de un conjunto de bloques constitutivos (building blocks, en inglés) que encajen entre sí adecuadamente
- Contener un conjunto de herramientas para el diseño de sistemas, usando lenguajes de modelación para definir los componentes del sistema mediante diversos tipos de diagramas
- Proveer un vocabulario común basado en el enfoque de sistemas (teoría general de los sistemas)
- Incluir una lista de estándares recomendados.

TOGAF cumple estos requisitos.

## Dimensiones de una Arquitectura Empresarial
TOGAF se basa en cuatro dimensiones:
1. Arquitectura de Negocios (o de Procesos de Negocio), diseñando la estrategia de negocios, la gobernabilidad, la estructura y los procesos clave de la organización.
2. Arquitectura de Aplicaciones, suministrando un plano o mapa de servicios como borrador (blueprint, en inglés) para cada uno de los sistemas de aplicación que se requiere implantar, las interacciones entre estos sistemas y sus relaciones con los procesos de negocio centrales de la organización.
3. Arquitectura de Datos, describiendo la estructura de datos físicos y lógicos de la organización, conjuntamente con los recursos de gestión de estos datos.
4. Arquitectura Tecnológica, describiendo la estructura de hardware, software y redes requerida para dar soporte a la implantación de las aplicaciones principales, de misión crítica, de la organización.

## Método de Desarrollo de la Arquitectura
Más conocido como ADM, sigla en inglés de "Architecture Development Method", es el método definido por TOGAF para el desarrollo de una arquitectura empresarial que cumpla con las necesidades empresariales y de tecnología de la información de una organización. Puede ser ajustado y personalizado según las necesidades propias de la organización y una vez definido se utiliza para gestionar la ejecución de las actividades de desarrollo de la arquitectura.
El flujo del proceso puede ser visto en: Architecture Development Cycle
El proceso es iterativo y cíclico. Cada paso inicia con la verificación de los requerimientos. La fase C involucra una combinación de Arquitectura de Datos y Arquitectura de Aplicaciones.
Cualquier información adicional relevante que se pueda recopilar entre los pasos B y C ayudarán a perfeccionar la Arquitectura de Información.
A fin de estandarizar la documentación, es necesario contar con un Modelo documental de Definición de Arquitectura (Template for Architecture Definition = Plantilla para Definición de Arquitectura -TDA-)
Las prácticas de Ingeniería del Desempeño se utilizan en la fase de requerimientos, lo mismo que en las fases de Arquitectura de Negocios, de Arquitectura de Sistemas de Información y Arquitectura Tecnológica. Al interior de la Arquitectura de Sistemas de Información se utiliza tanto la Arquitectura de Datos como la de Aplicaciones.

## Continuum Empresarial
El Continuum Empresarial puede ser interpretado como un "repositorio virtual" de todos los artefactos arquitectónicos disponibles en una organización. Incluye modelos arquitectónicos, patrones de arquitectura, descripciones arquitectónica, entre otros. Estos artefactos pueden existir específicamente al interior de la empresa, o en general en la industria de Tecnologías de Información.
El Continuum Empresarial consiste tanto del Continuum Arquitectónico como del Continuum de Soluciones. Continuum Arquitectónico especifica la estructura de los artefactos arquitectónicos reutilizables, incluyendo reglas, representaciones y relaciones de los sistemas de información disponibles en la organización. Continuum de Soluciones describe la implementación del Continuum Arquitectónico mediante la definición de bloques constitutivos de solución (solution building blocks, en inglés).

## El "Open Group"
TOGAF ha sido desarrollado por Forum Arquitectónico del The Open Group y ha evolucionado continuamente desde mediados de los años 90. La versión más reciente es la 9, aprobada el 23 de octubre de 2008.
La versión anterior es la 8.1.1, la cual está documentada en detalle en TOGAF 8.1 Enterprise Edition. 
La versión 9, abarca los tres mayores componentes de TOGAF: 
- Método de Desarrollo de la Arquitectura (Architecture Development Method, ADM, en inglés),
- El Continuum Empresarial,
- El repositorio de la Arquitectura.

Los siguientes aspectos han sido mejorados para la nueva versión:
- Mejor usabilidad
- Mejor enfoque al cambio empresarial
- Salidas más consistentes

The Open Group provee TOGAF sin costo para toda organización que desee utilizarlo para sus propios propósitos internos no comerciales.

## Publicaciones
- TOGAF 9 Edición Empresarial en formato de libro (en inglés)
- TOGAF 8.1.1 Edición Empresarial en formato de libro (en inglés)
- Guide to Security Architecture in TOGAF ADM (white paper sobre aspectos de seguridad que deben ser tomados en cuenta al momento de realizar el ADM de TOGAF.)
- TOGAF/MDA Mapping (white paper que provee una relación entre dos conjuntos de estándares industriales - El ADM de TOGAF y la familia de estándares "Arquitectura Manejada por Modelos" (Model Driven Architecture, MDA) desarrollada por OMG.)

## Herramientas certificadas para TOGAF
- BiZZdesign Architect -BiZZdesign
- IDS Scheer -ARIS IT Architect
- Avolution ABACUS 3.x o posterior
- Casewise Corporate Modeller 10.3 o posterior
- Flashmap Systems IT atlas v1
- Future Tech Systems, Inc. Envision® VIP
- Inspired Archi 2.n o posterior
- MEGA International MEGA EA Accelerator for TOGAF
- Metastorm ProVisionEA Version 6 o posterior
- Telelogic System Architect 10 o posterior (Con la adquisición por parte de IBM de Telelogic el producto se ha renombrado en Rational System Architect)
- Salamander MOOD 2006 o posterior
- Troux Metaverse 7.1 o posterior -

## Herramientas no certificadas para TOGAF
- Archi (open source)

## Esquemas Arquitectónicos Alternativos
- Zachman framework (Esquema de IBM de los años 80)
- DoDAF (United States Department of Defense Architectural Framework)
- FEAF (United States Office of Management and Budget Federal Enterprise Architecture)
- MODAF (United Kingdom Ministry of Defence Architectural Framework)
- AGATE (French Délégation Générale pour l'Armement Atelier de Gestion de l'ArchiTEcture des systèmes d'information et de communication)
- Service-Oriented Modeling Framework (SOMF) (Methodologies Corporation enterprise modeling framework)
- OBASHI (The OBASHI Business & IT methodology and framework)